# 築地川

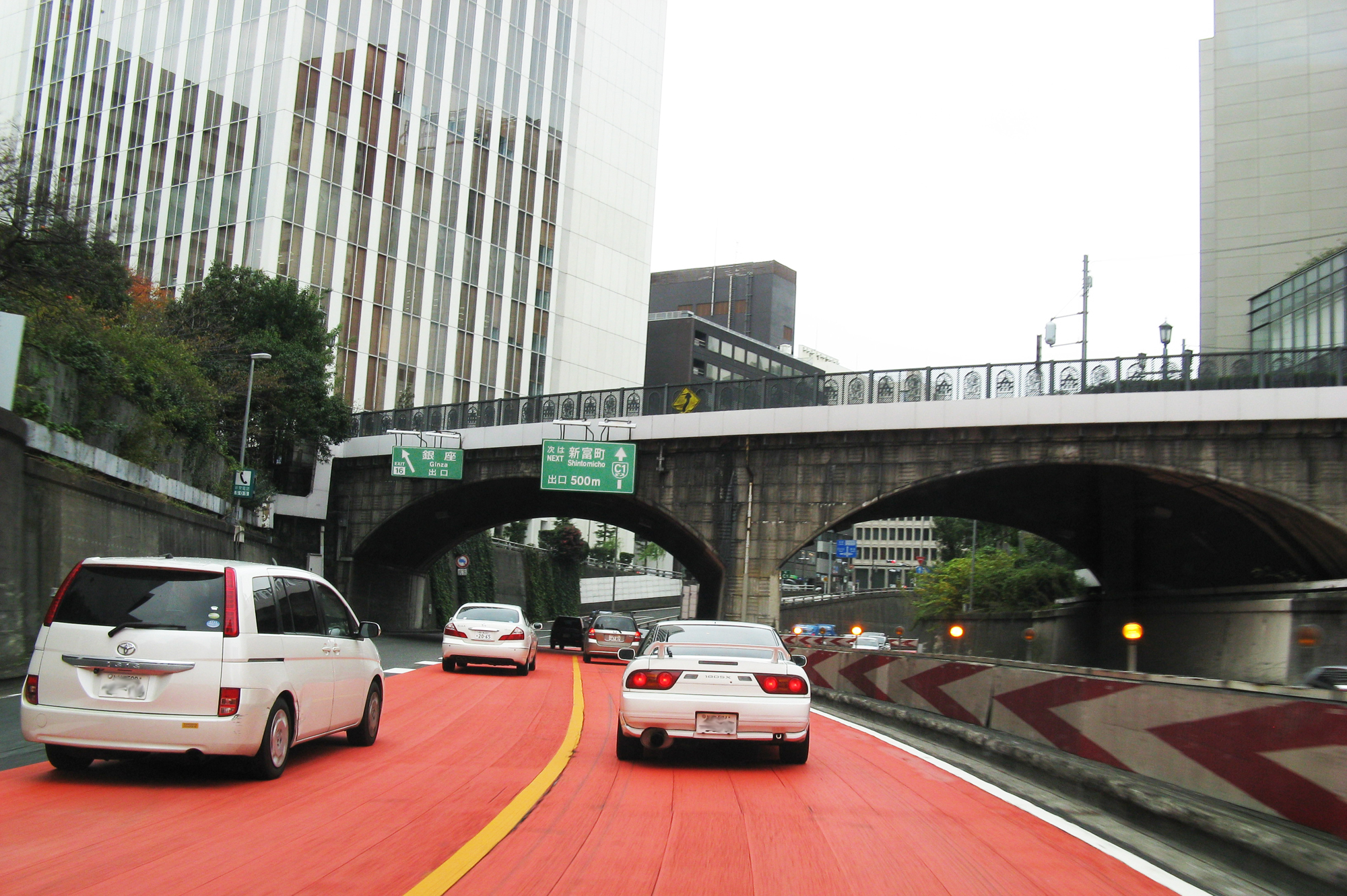
采女橋と首都高速

築地川（つきじがわ）は、東京都中央区にある川（運河）。現在は大部分が埋め立てられている。

## 歴史
江戸時代、江戸前島の東に位置し、海であったが、土地が造成され、海から陸になった際に埋め残され、運河となった部分が築地川となったと考えられる。
1953年（昭和28年）に東京都建設局が作成した河川表によれば、往時の築地川は、現在の隅田川の明石町付近（明石堀）から分流し、入船橋を通り、中央区役所付近から現在の首都高速都心環状線に沿い、浜離宮恩賜庭園の東側を通って隅田川に合流する河川とされている。この他に支川として本流の途中（現在の銀座出入口付近）から別れ隅田川に流れる東支川、聖路加国際病院付近から築地方面に向かい、築地本願寺の南側を通り東支川に合流する南支川があった。南支川には小田原河岸、明石堀には南飯田河岸があった。南支川周辺には明治期に築地居留地が造成されている。
また1930年（昭和5年）に関東大震災の帝都復興事業により、現在の京橋出入口付近から中央区役所付近までを連絡する楓川・築地川連絡運河が堀割されている。
築地川は、数度にわたる埋め立ての結果、本流の大部分（1960年埋め立て）・東支川（市場橋付近1978年、小田原橋付近1994年、隅田川付近1998年埋め立て）・南支川（備前橋付近1965年、築地川公園付近1971年、門跡橋付近1987年埋め立て）・連絡運河（1960年埋め立て）は完全に消滅し、現在では本流が河口付近に750m程残っているのみとなっている。
本流のうち入船橋から下流側は、大部分が現在の首都高速都心環状線に転用されている。半地下構造にかつての名残が残るが、将来的に半地下構造を完全にトンネル化する構想もある。首都高速道路に蓋をする形で橋に隣接して小規模な公園（築地川亀井橋公園、築地川祝橋公園、築地川千代橋公園）が設けられている。
また南支川の河床の一部がトンネル化されており、将来首都高速10号晴海線が晴海方面から延伸した際にその一部となることを見込んでいたが、新京橋連絡路の建設により京橋での接続が困難となったことから、2023年に当該区間の都市計画は廃止された。2014年現在はトンネルの出入口は塞がれており、新富町出口とトンネル出入口の間の空間が公園（築地川公園）として利用されている。
2018年度の中央区予算において、三吉橋―新尾張橋間に蓋をして上部空間を活用する検討が始まった。

## 橋梁および河川施設

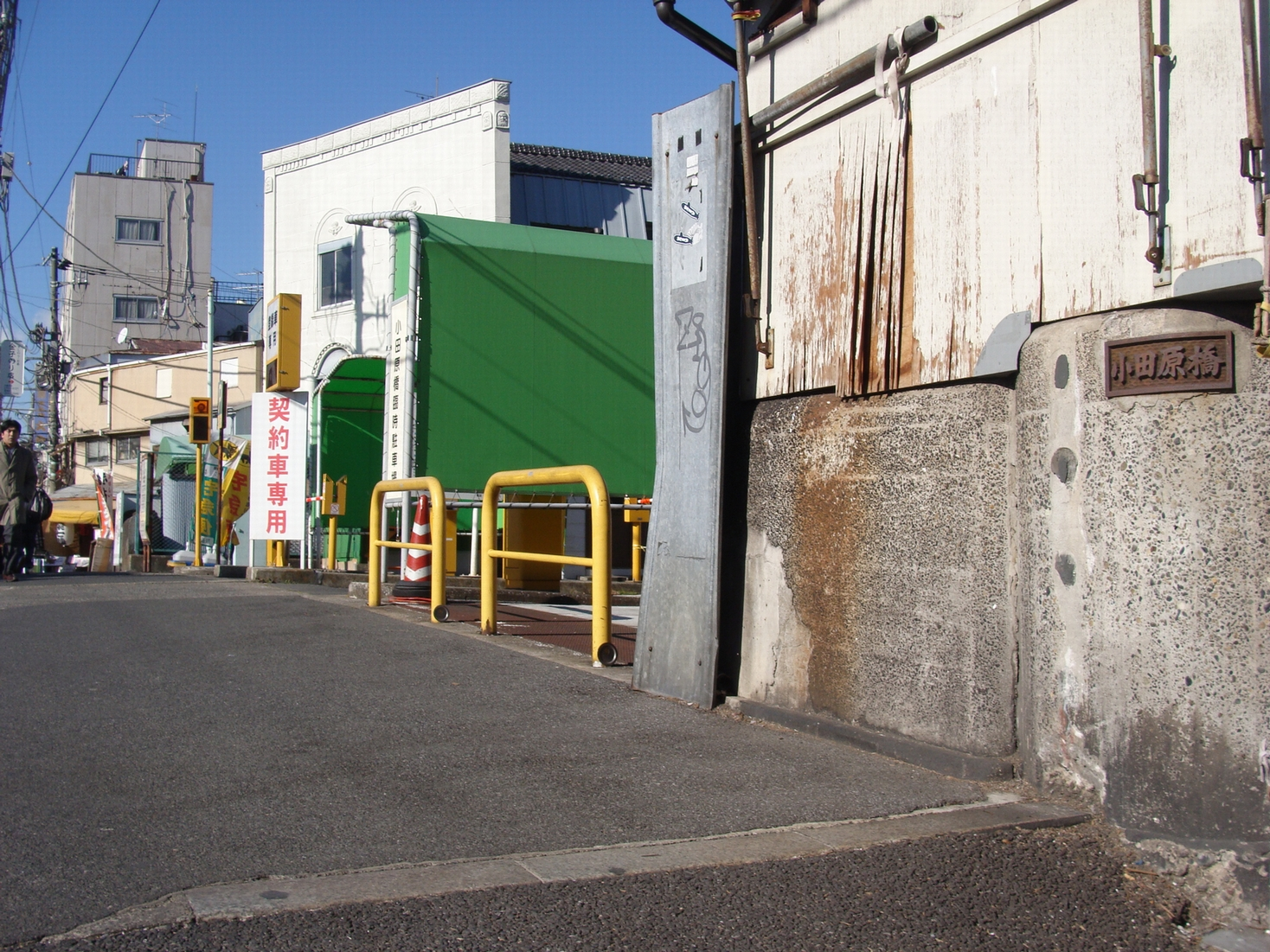
小田原橋

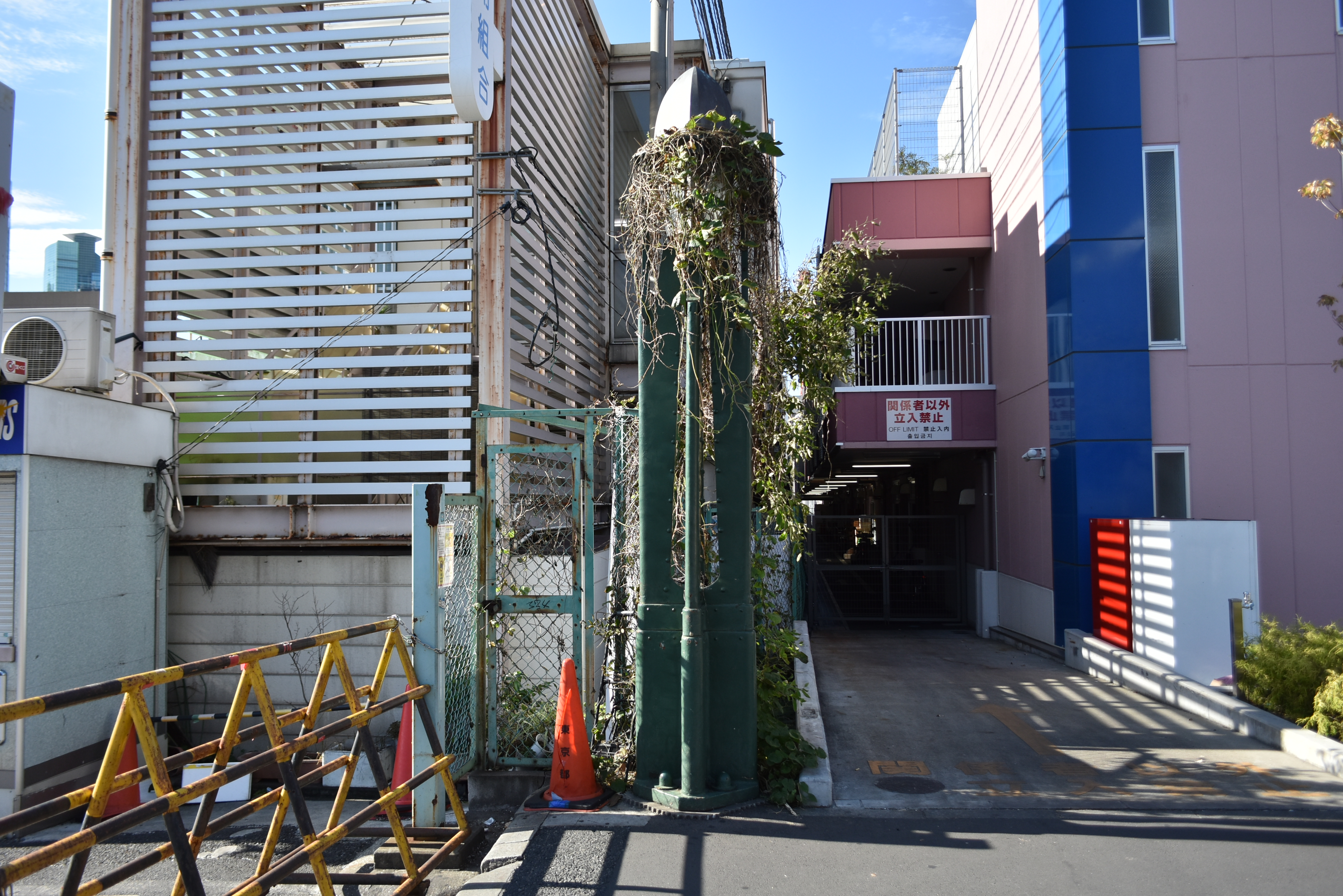
修復保存された、海幸橋の架橋当初の親柱（2018年10月7日撮影）

旧楓川より汐留方面
- 新金橋（築地川・楓川連絡運河）（北緯35度40分24秒 東経139度46分21.2秒 / 北緯35.67333度 東経139.772556度） - 半地下構造の首都高速都心環状線を跨ぐ跨道橋として残っている。以下千代橋まで同様。1962年に高速道路開通のため鋼製に架け替え。
- 新富橋（築地川・楓川連絡運河）（北緯35度40分20.8秒 東経139度46分20.1秒 / 北緯35.672444度 東経139.772250度）
- 三吉橋（北緯35度40分16.4秒 東経139度46分19秒 / 北緯35.671222度 東経139.77194度） - Y字の橋として有名。1929年竣工。
- 亀井橋（北緯35度40分12.9秒 東経139度46分14.8秒 / 北緯35.670250度 東経139.770778度）1928年竣工。1993年亀井橋公園が完成。
- 祝橋（北緯35度40分9.7秒 東経139度46分11秒 / 北緯35.669361度 東経139.76972度）1927年竣工、1962年首都高建設のため架け替え。
- 万年橋（北緯35度40分6.2秒 東経139度46分6.5秒 / 北緯35.668389度 東経139.768472度）
- 采女橋（北緯35度40分2.3秒 東経139度46分3.4秒 / 北緯35.667306度 東経139.767611度） - 駐車禁止車両のレッカー移動が1960年に初めて行われた。
- 千代橋（北緯35度39分56秒 東経139度45分57.8秒 / 北緯35.66556度 東経139.766056度）
- 仙台橋 - 江戸時代・明治時代の間に消滅。
- 新尾張橋（北緯35度39分51.2秒 東経139度45分53.2秒 / 北緯35.664222度 東経139.764778度） - 高速道路を跨ぐ跨道橋。かつて東京市場駅への貨物線の橋梁があった場所に架橋された。
- 尾張橋（北緯35度39分48.2秒 東経139度45分50.5秒 / 北緯35.663389度 東経139.764028度） - 消滅。現在の新大橋通り。
- 南門橋（大手門橋）（北緯35度39分47.9秒 東経139度45分48.4秒 / 北緯35.663306度 東経139.763444度） - 1926年竣工。築地川で唯一埋め立てられていない川に架かる橋である。
- 築地川水門（北緯35度39分31.1秒 東経139度46分3.3秒 / 北緯35.658639度 東経139.767583度）

三吉橋より築地本願寺方面
- 築地橋（北緯35度40分14.7秒 東経139度46分23.2秒 / 北緯35.670750度 東経139.773111度） - 半地下構造の首都高速道路新富町出口を跨ぐ跨道橋として残っている。
- 入船橋（北緯35度40分12.2秒 東経139度46分29.3秒 / 北緯35.670056度 東経139.774806度） - 橋下は公園となっている。
- 暁橋（北緯35度40分3.3秒 東経139度46分28.5秒 / 北緯35.667583度 東経139.774583度） - 以下小田原橋まで全て撤去。
- 備前橋（北緯35度39分59.3秒 東経139度46分24.3秒 / 北緯35.666472度 東経139.773417度）
- 門跡橋（北緯35度39分55.2秒 東経139度46分18.6秒 / 北緯35.665333度 東経139.771833度）
- 小田原橋（北緯35度39分52秒 東経139度46分14.3秒 / 北緯35.66444度 東経139.770639度）

暁橋より隅田川方面（通称明石堀）
- 堺橋（北緯35度40分1.1秒 東経139度46分27.9秒 / 北緯35.666972度 東経139.774417度）
- 南明橋（北緯35度39分59.9秒 東経139度46分32.1秒 / 北緯35.666639度 東経139.775583度）
- 明石橋（北緯35度39分55.2秒 東経139度46分36.2秒 / 北緯35.665333度 東経139.776722度）

采女橋より隅田川方面
- 北門橋（北緯35度40分0秒 東経139度46分4.4秒 / 北緯35.66667度 東経139.767889度） - 以下海幸橋まで撤去。
- 市場橋（北緯35度39分55.5秒 東経139度46分9秒 / 北緯35.665417度 東経139.76917度）
- 起生橋
- 魚河岸橋
- 海幸橋（北緯35度39分48.8秒 東経139度46分16.4秒 / 北緯35.663556度 東経139.771222度）
- 安芸橋

築地川の跡地にある公園
「+」印のあるものは首都高速都心環状線を跨ぐ形で設けられている。
- 中央区楓川新富橋公園+
- 中央区築地川亀井橋公園+
- 中央区築地川祝橋公園+
- 中央区築地川銀座公園(万年橋横)+
- 中央区築地川采女橋公園
- 中央区築地川千代橋公園+

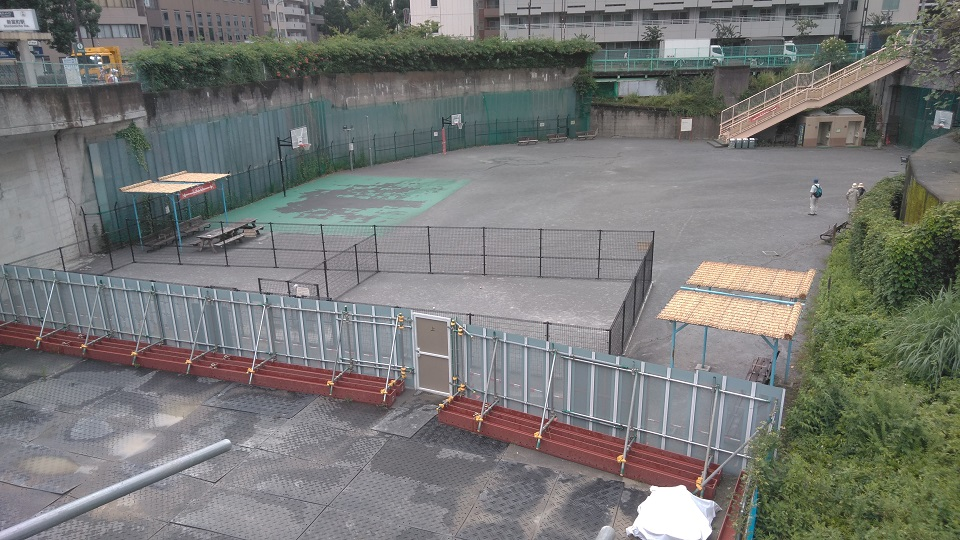
入船橋から見た築地川公園

- 中央区築地川公園(備前橋跡と入船橋の間)| [icon] | この節の加筆が望まれています。 |